# Calamagrostis kokonorica
Calamagrostis kokonorica là một loài thực vật có hoa trong họ Hòa thảo. Loài này được Keng ex Tzvelev mô tả khoa học đầu tiên năm 1968.